# Lytta koltzei
Lytta koltzei är en skalbaggsart som beskrevs av Haag-rutenberg 1880. Lytta koltzei ingår i släktet Lytta och familjen oljebaggar. Inga underarter finns listade i Catalogue of Life.